# Carache (île)
Pour les articles homonymes, voir Carache.
Carache est l'une des îles de l'archipel des Bijagos en Guinée-Bissau.